# 北𣴓省
北𣴓省（越南语：／），又译北件省，是原越南東北部的一個省，省莅北𣴓市。

## 地理
北𣴓省北接高平省，东接谅山省，南接太原省，西接宣光省。

## 历史

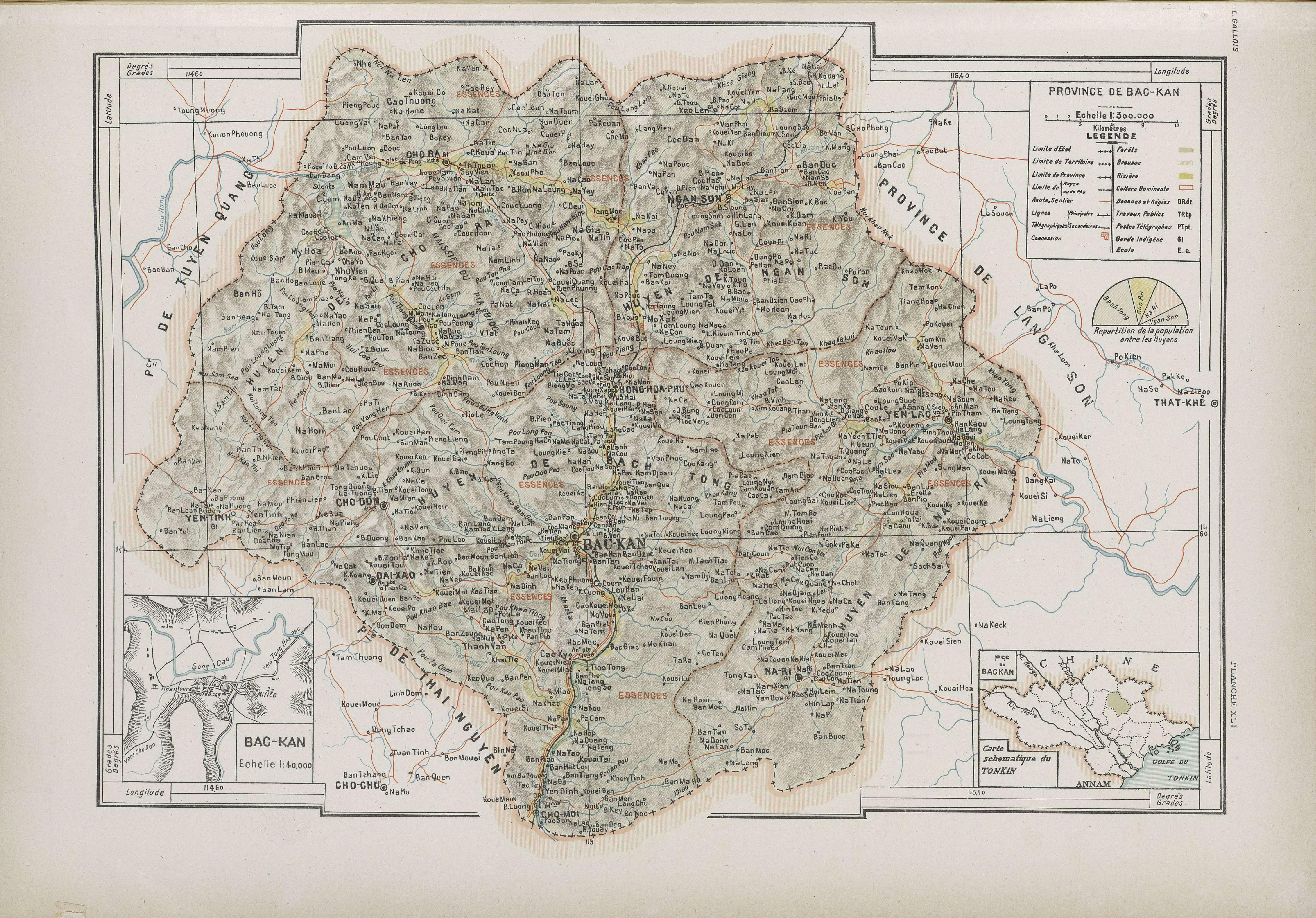
法属印度支那时期的北𣴓省地图

1948年1月25日，越南政府将各战区合并为联区，战区抗战委员会改组为联区抗战兼行政委员会。第一战区和第十二战区合并为第一联区，设立第一联区抗战兼行政委员会，北𣴓省划归第一联区管辖。
1949年11月4日，第一联区和第十联区合并为越北联区，设立越北联区抗战行政委员会。北𣴓省随之划归越北联区管辖。
1956年7月1日，越北联区改组为越北自治区。北𣴓省划归越北自治区管辖。
1965年4月21日，太原省和北𣴓省合并为北太省。
1967年4月14日，北太省北𣴓市社并入白通县。
1975年12月27日，越北自治区撤销。北太省划归中央政府直接管辖。
1978年12月29日，银山县和𢄂野县划归高平省管辖。
1996年11月6日，北太省重新分设为太原省和北𣴓省，高平省银山县和𠀧𣷭县2县划归北𣴓省管辖，北𣴓省下辖北𣴓市社、白通县、𢄂屯县、那夷县、银山县和𠀧𣷭县1市社5县，省莅北𣴓市社。
1998年7月6日，白通县析置𢄂买县。
2003年5月28日，𠀧𣷭县析置咟淰县。
2015年3月11日，北𣴓市社改制为北𣴓市。
2025年7月1日再度併入太原省後走入歷史。

## 行政區劃
北𣴓省下轄1市7縣，省莅北𣴓市。
- 北𣴓市（Thành phố Bắc Kạn）
- 𠀧𣷭縣（Huyện Ba Bể）
- 白通縣（Huyện Bạch Thông）
- 𢄂屯縣（Huyện Chợ Đồn）
- 𢄂買縣（Huyện Chợ Mới）
- 那夷縣（Huyện Na Rì）
- 銀山縣（Huyện Ngân Sơn）
- 咟淰縣（Huyện Pác Nặm）

## 經濟
北𣴓省擁有豐富的礦物、森林等天然資源。湖泊景色十分秀麗。

## 外部連結
- 北𣴓省电子信息门户网站（页面存档备份，存于）（越南文）